# Sphecodopsis semirufa
Sphecodopsis semirufa là một loài Hymenoptera trong họ Apidae. Loài này được Cockerell mô tả khoa học năm 1933.